# Siderolamprus owenii
Siderolamprus owenii — вид веретільницеподібних ящірок родини Diploglossidae. Мешкає в Мексиці і Гватемалі. Вид названий на честь англійського зоолога і палеонтолога Річарда Оуена.

## Поширення і екологія
Siderolamprus owenii відомі лише за типовим зразком, який, ймовірно, походить з Мексики або Гватемали.